# Comuna Velîke Kolodno, Kameanka-Buzka
Velîke Kolodno (în ucraineană Велике Колодно) este o comună în raionul Kameanka-Buzka, regiunea Liov, Ucraina, formată din satele Cestîni, Novîi Stav, Peciîhvostî și Velîke Kolodno (reședința).

## Demografie
Componența lingvistică a comunei Velîke Kolodno
     Ucraineană (99,87%)
     Alte limbi (0,13%)
Conform recensământului din 2001, majoritatea populației comunei Velîke Kolodno era vorbitoare de ucraineană (99,87%), existând în minoritate și vorbitori de alte limbi.